# ۱۱ اسفند
۱۱ اسفند سیصد و چهل و هفتمین روز سال در گاه‌شماری میلادی است. به پایان سال ۱۸ روز (۱۹ روز (در سال کبیسه) باقی‌است.

## رویدادها
- ۱۳۵۳ - بنیان‌گذاری حزب رستاخیز
- ۱۳۷۸ - حادثه سقوط ۱۱ اسفند ۱۳۷۸ بالگرد نیروی انتظامی در دریاچه مهارلو
- ۱۳۹۷ - ادغام بانک مهر اقتصاد در بانک سپه
- ۱۳۹۷ - ادغام بانک انصار در بانک سپه
- ۱۴۰۲ - برگزاری انتخابات دوازدهمین دوره مجلس شورای اسلامی
- ۱۴۰۲ - برگزاری انتخابات ششمین دوره مجلس خبرگان رهبری

## زادروزها
- ۱۳۰۱ - مرتضی حنانه، موسیقی‌دان و آهنگساز
- ۱۳۰۹ - عماد رام، خواننده و آهنگساز
- ۱۳۲۰ - میرحسین موسوی، سیاستمدار
- ۱۳۲۳ - پروانه معصومی، بازیگر
- ۱۳۳۵ - نوش‌آفرین، خواننده
- ۱۳۵۵ - سیامک فراهانی، بازیکن فوتبال
- ۱۳۵۶ - امیر شهلا، سیاستمدار

## درگذشت‌ها
- ۱۱۵۷ - کریم‌خان زند، نخستین پادشاه ایران از زندیان
- ۱۳۹۸ - سیامند رحمان، وزنه‌بردار